# Nattens konung
Nattens konung är en TV-pjäs av Arne Lundgren om en bohusländsk fiskare. Pjäsen producerades av Åke Falck år 1974. Fiskaren spelas av Allan Edwall.   
Nattens konung publicerades på SVT Play under Öppet arkiv den 7 februari 2017.